# Joseph Würschmidt
Joseph Michael August Würschmidt (auch José Würschmidt; * 5. Februar 1886 in Bayreuth; † 6. Juli 1950 in Yerba Buena, Argentinien) war ein deutscher Physiker.

## Leben
Nach dem Studium der Physik in München und Erlangen, erlangte er 1909 unter Eilhard Wiedemann seinen Doktorgrad. Seit 1911 arbeitete er als Privatdozent, ab 1916 als außerordentlicher Professor an der Universität Erlangen. 1916 wurde er Abteilungsvorstand an der Osmanischen Zentralanstalt für Witterungskunde und 1918 Professor am Dârülfünûn in Konstantinopel. Am 5. Juli 1919 wurde er zum Mitglied der Deutschen Akademie der Naturforscher Leopoldina gewählt. Ebenfalls 1919 wechselte er als Professor an die Freie Hochschule für Handel, Industrie und allgemeine Volksbildung in Nürnberg. 1924 war er noch außerordentlicher Professor für Physik an der Universität zu Köln, bevor er der Anfrage von Richard Gans, Direktor des physikalische Institut an der Universidad Nacional de La Plata, nach Argentinien folgte und ab 1925 Direktor des physikalische Institut an der Universidad Nacional de Tucumán wurde. 1949 wurde er zum Präsidenten dieser Universität ernannt, bevor er am 6. Juli 1950 starb.

## Schriften (Auswahl)
Joseph Würschmidt publizierte 125 Veröffentlichungen sowohl in deutscher als auch in spanischer Sprache.
- Über diskontinuierliche Entladungen und die Kapazität von Entladungsröhren. Inaugural-Dissertation zur Erlangung der Doktorwürde der hohen philosophischen Fakultät der kgl. Bayer. Friedrich-Alexanders-Universität Erlangen vorgelegt von Joseph Würschmidt aus Bayreuth. K. B. Hof- und Univ.-Buchdruckerei von Junge & Sohn, Erlangen 1909 (49 S.).
- Theorie des Entmagnetisierungsfaktors und der Scherung von Magnetisierungskurven. In: Sammlung Vieweg. Tagesfragen aus den Gebieten der Naturwissenschaften und der Technik. Heft 78. Vieweg, Braunschweig 1925 (118 S.).